# Гражданское право
Гражданское право — отрасль права, объединяющая правовые нормы, регулирующие имущественные, а также связанные и несвязанные с ними личные неимущественные отношения, возникающие между разными организациями и гражданами, а также между отдельными гражданами. 

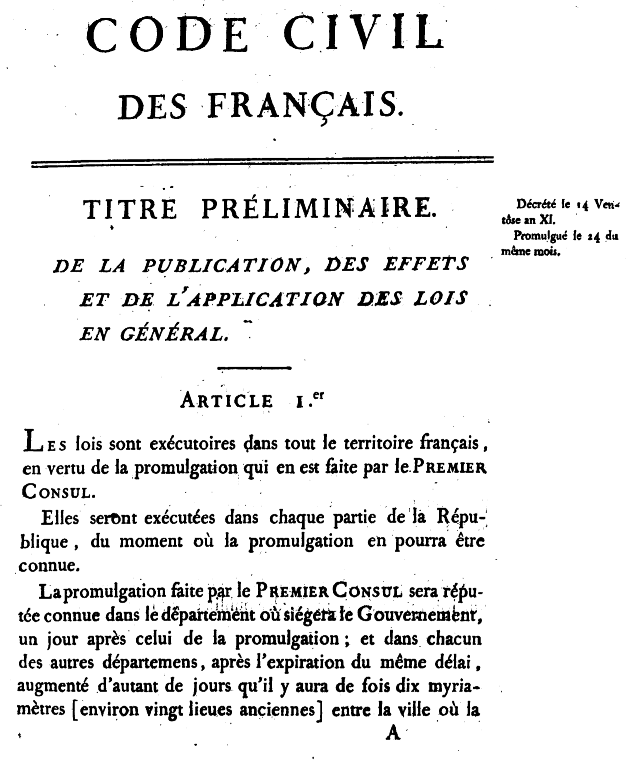
Гражданский кодекс Франции 1804 г.

В государствах и странах романо-германской правовой семьи, включая Россию и другие страны бывшего Союза ССР, под гражданским правом понимается отрасль права, регулирующая имущественные, а также личные неимущественные отношения на основе принципов равенства, неприкосновенности всех форм собственности и свободы заключения договоров их участниками, недопустимости произвольного вмешательства кого-либо в частные дела, необходимости беспрепятственного осуществления гражданских прав, обеспечения восстановления нарушенных прав, их судебной защиты; гражданское право является ядром частного права.
В странах англосаксонской правовой семьи «гражданским правом» (англ. Civil law), как правило, называют правовые системы континентальной (романо-германской) правовой семьи.
Понятие пришло из римского права, там под «гражданским правом» (лат. ius civile) понималось право, действенное для граждан Рима и используемое преторами для решения споров между ними, в противоположность «праву народов» (лат. ius gentium), используемому для решения споров между жителями зависимых земель и инородцев, находящихся на подконтрольной Риму территории. В дальнейшем ius civile охватило практически всю область «частного права» (ius privatum) и стало отождествляться с ним. В процессе рецепции римского частного права европейскими правопорядками это понятие было перенесено в современную юридическую терминологию (нем. Zivilrecht, фр. droit civile, англ. civil law). Такая трактовка происхождения термина «гражданское право» созвучна определению, данному в учебнике «Гражданское право» из серии «Классический университетский учебник», и соответствует ему:

Термин «гражданское право» берёт своё начало от наиболее древней части римского правопорядка — «цивильного права» (ius civile), под которым понималось право жителей Рима (cives Romani) как государства-города (civitas), то есть право исконных римских граждан — квиритов (ius civile Quiritium «квиритское гражданское право»). В дальнейшем ius civile охватило практически всю область частного права (ius privatum) и стало отождествляться с ним, а затем известный процесс рецепции (заимствования) римского частного права европейскими правопорядками привёл к переносу этого понятия в современную юридическую терминологию (Zivilrecht, droit civil, civil law). Здесь оно стало привычным, традиционным наименованием одной из наиболее крупных, фундаментальных правовых отраслей. Поэтому гражданское право сейчас нередко называют «цивильным правом», цивили́стикой, а занимающихся им специалистов — цивили́стами.— «Гражданское право», серия «Классический университетский учебник»
В период расцвета Римской империи с её развитым товарооборотом получила особенное развитие та часть римского права, которая регулировала различные имущественные отношения. Именно эта часть римского права в переработанном виде определила основное содержание составлявшихся в XIX веке кодексов, которые, начиная с Кодекса Наполеона (1804 год), получили название гражданских. Уже тогда это название было в значительной мере условным, но оно соответствовало эпохе смены сословного общества обществом равноправных граждан.

## История
С развитием товарно-денежных отношений связано появление и развитие гражданского права как самостоятельной отрасли права. Такие отношения впервые получили широкое развитие в Древнем Риме. Римское право сформировалось на основе обычного права и судебной практики магистратов, разрешавших имущественные споры, а в дальнейшем и на основе принимаемых в законодательном порядке правовых положений, сформулированных римскими юристами.
В то время гражданское право представляло собой разветвлённую систему правовых институтов, регулировавших товарные отношения (куплю-продажу, имущественный наем, подряд, заём и другое). Римское право было наиболее развитой формой права в античное время, и именно в нём впервые были сформулированы основные положения современного гражданского права. С падением Римской империи и воцарением на её территории варварских племён применение римского права прекратилось.
В средние века, в условиях феодализма, основой которого являлось натуральное хозяйство, гражданское право имело узкую сферу применения и представляло собой торговые обычаи и локальные (местные) правовые нормы вновь развивающихся и возникающих городов.
Возрождение товарного производства в эпоху Возрождения привело к увеличению интереса к институтам римского гражданского права, как наиболее совершенному гражданскому праву на тот период, что обусловило их внедрение (в основном путём комментирования школами глоссаторов) в гражданский оборот и в дальнейшем субсидиарное (дополнительное) применение к обычаям и официальным нормам права (пандектное право). Возрождение римских норм получило название рецепции римского частного права.
В XIX веке полностью либо в переработанном с учётом современных условий оборота виде нормы римского гражданского права были инкорпорированы в гражданские кодексы Франции (1804 год — Гражданский кодекс Наполеона), Австрии (1811 год — Всеобщее гражданское уложение Австрии), Германии (1896 год — Германское гражданское уложение) и других стран в процессе кодификации гражданского права.
Основными принципами, заложенными в то время в основу кодифицированных актов гражданского права, стали принципы невмешательства государства в экономику, свободы распоряжения частной собственностью и договорными условиями, формального равенства партнёров в гражданских правоотношениях.
Тогда же в некоторых странах из гражданского права стали выделять торговое право, нормы которого специально приспособлены для быстрого оформления сделок в промышленности и торговле. Более того, торговые кодексы во многих странах (например, Германии) были приняты раньше гражданских. В XX веке, в основном, в социалистических странах, из гражданского права стало выделяться трудовое право, нормы которого были направлены на быстрое оформление трудовых договоров, трудовых книжек, учёта трудоспособного населения и охрану труда.
В процессе развития гражданского права после средних веков в сферу интересов и регулирования гражданского права попадают личные неимущественные отношения, хотя непосредственно не связанные с защитой материальных интересов, но в конечном счёте ими определяемые (защита деловой репутации и чести, неприкосновенность фирменного наименования, авторства и др.). Позже такие отношения органично вошли в состав гражданского права, поскольку методы их регулирования оказались чрезвычайно схожи с теми, что регулировали гражданский оборот (равенство участников отношений, диспозитивность, недопустимость вмешательства кого-либо в частные дела, материальная компенсация причинённого ущерба, в том числе морального).
В Европе категория «гражданское право» либо сливается с частным правом, либо обозначает его центральную отрасль, наименее подверженную связи с публичным правом. Долгое время для Европейского частного права было характерно деление на гражданское право и торговое право, регулирующее отношения между профессиональными участниками оборота, однако, в течение XX века для части европейских стран такое деление отпало, были приняты единые гражданские кодексы. При этом, как правило, в гражданские кодексы вносились оговорки, относящиеся к профессиональным участникам оборота. Тем не менее, в ряде стран такие кодексы продолжают существовать. Принято считать, что нормы торгового права являются специальными по отношению к гражданско-правовым нормам, в связи с этим гражданское право иногда называют общим частным правом, а торговое и трудовое — специальным частным правом.